# Грудні плавці

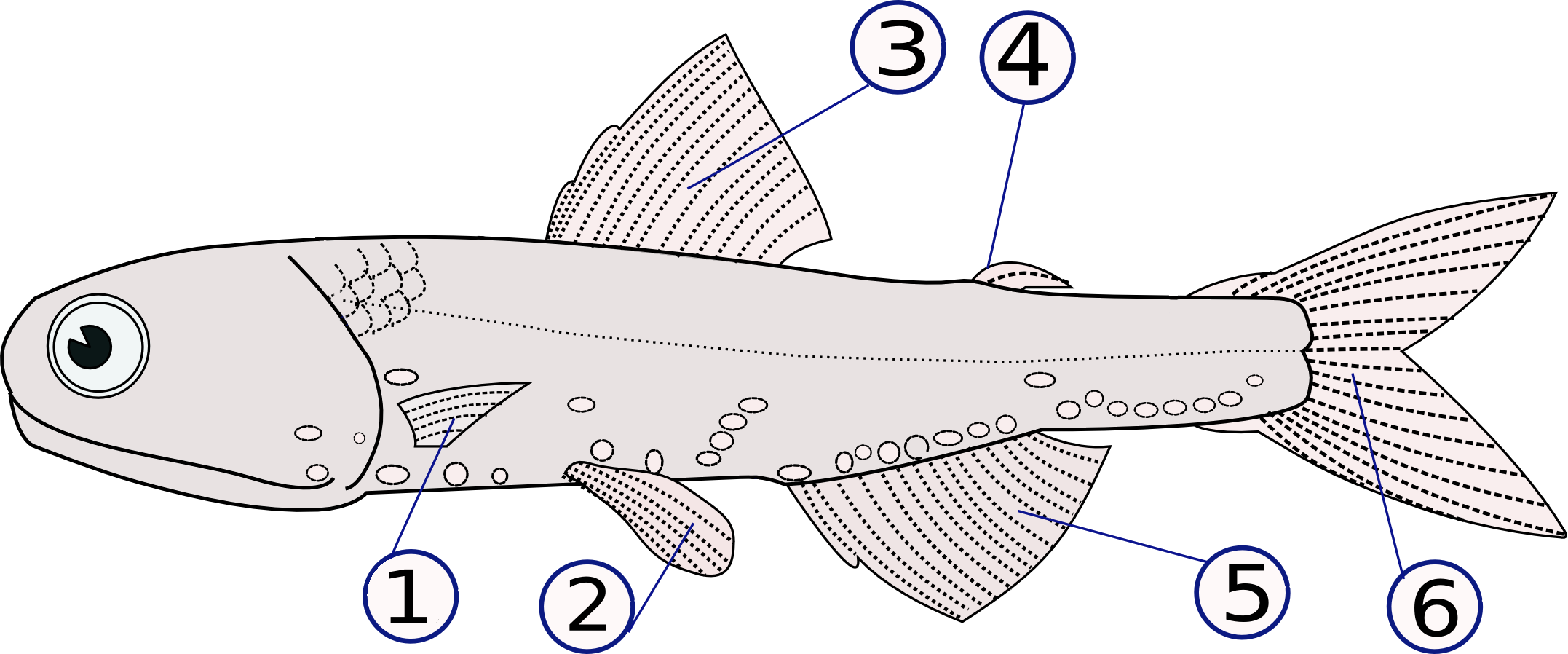
Грудні плавці позначені числом 1.

Грудні плавці — допомагають рибі зберегти нормальне положення тіла в просторі. Оскільки центр ваги у риб вище центру плавучості, риба завжди знаходиться в нестійкому положенні і постійно прагне перевернутися черевом вгору. Крім того, загрібаючи то одним, то іншим, то обома разом грудними плавниками риба повертається в ту чи іншу сторону, вгору або вниз. Відстовбурчуючи черевні і грудні плавники, риби можуть гальмувати.